# Dabat (woreda)
Pour les articles homonymes, voir Dabat.
Dabat est un des 105 woredas de la région Amhara, en Éthiopie.